# Madenie
Madenie (Maddenia) je bývalý rod rostlin patřící do čeledi růžovité (Rosaceae). Zahrnoval 4 až 6 druhů, které jsou rozšířeny v Číně a Himálaji. V současné taxonomii je součástí široce pojatého rodu Prunus.

## Použití
Maddenia hypoleuca je použitelná jako okrasná rostlina. V ČR je naprosto otužilá.